# Mercedes-Benz CL
Mercedes-Benz CL – samochód sportowy klasy luksusowej produkowany przez niemiecki koncern Mercedes-Benz w latach 1992–2014.

## Pierwsza generacja

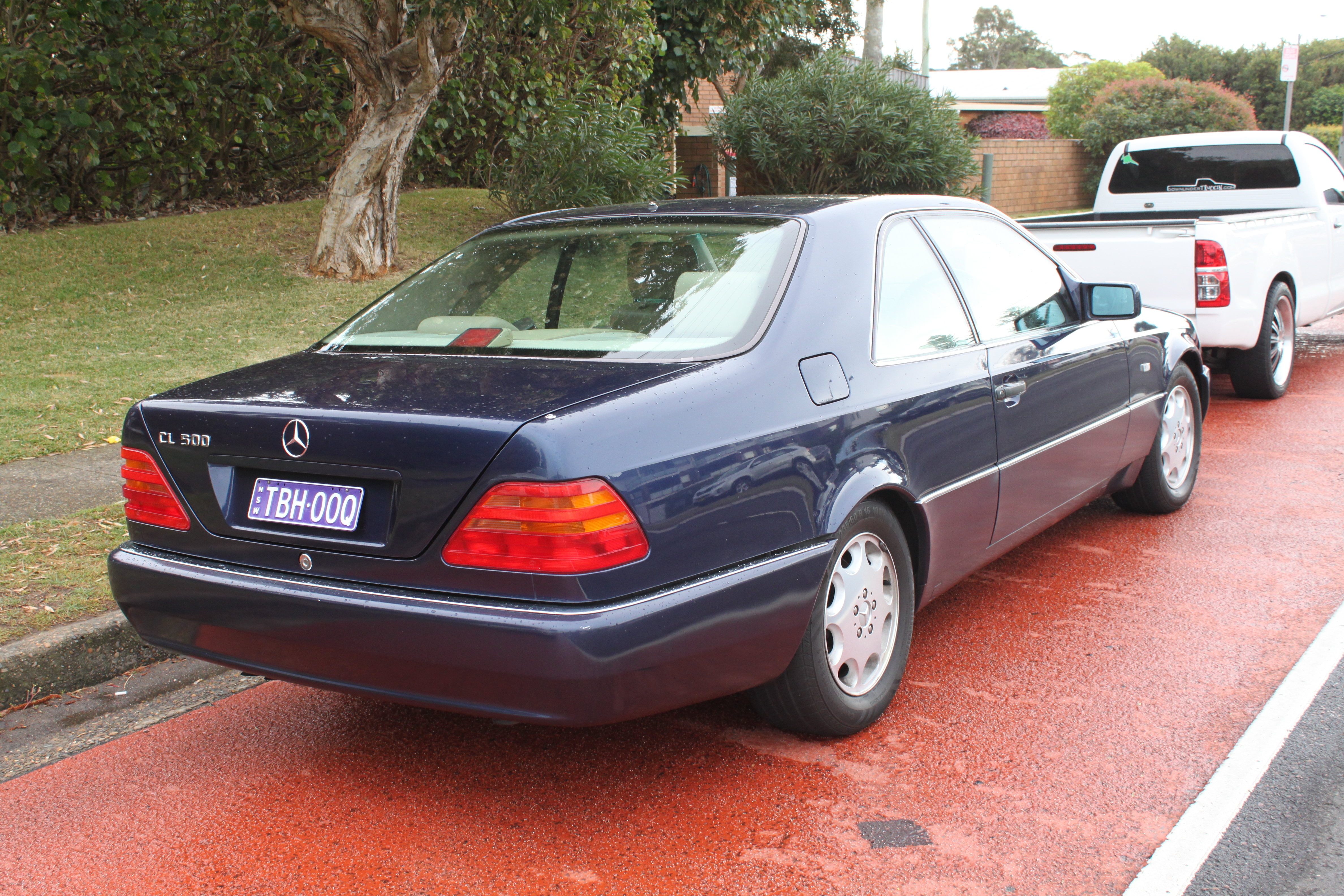
Mercedes-Benz CL I (C140) – tył

Mercedes-Benz CL I został zaprezentowany po raz pierwszy w październiku 1992 roku.
Pierwsze wcielenie CL-a oznaczone kodem fabrycznym C140 zadebiutowało jako kontynuacja koncepcji zapoczątkowanej przez Mercedesa klasy S Coupe pierwszej generacji. Choć samochód oparto na bazie trzeciej odsłony Klasy S, samochód zyskał odmienny charakter. Przód zyskał odmienny kształt reflektorów i większą atrapę chłodnicy z umieszczonym na niej znaczkiem. Samochód wyróżnia się także mniejszymi tylnymi lampami i niżej poprowadzoną linią dachu. W 1996 roku CL I przeszedł drobną modernizację.
| Model                              | Rok produkcji   | Kod jednostki / Pojemność skok | Silnik       | Moc maksymalna (kW/KM) @ (obr./min)   | Moment maksymalny (obr./min) / Uzyskiwany przy obrotach (obr./min) | 0–100 km/h | Prędkość maks. |
| ---------------------------------- | --------------- | ------------------------------ | ------------ | ------------------------------------- | ------------------------------------------------------------------ | ---------- | -------------- |
| SILNIKI BENZYNOWE                  |                 |                                |              |                                       |                                                                    |            |                |
| 8-cylindrowe w układzie V          |                 |                                |              |                                       |                                                                    |            |                |
| S 420 Coupé                        | 02/1994–05/1996 | M 119 E42 • 4.2l               | V8/4v • 32v  | (205) kW / (279) KM • (5700 obr./min) | (400 Nm) • (3900 obr./min)                                         | 8.3 s      | 245 km/h       |
| CL 420                             | 06/1996–08/1998 | M 119 E42 • 4.2l               | V8/4v • 32v  | (205) kW / (279) KM • (5700 obr./min) | (400 Nm) • (3900 obr./min)                                         | 8.5 s      | 245 km/h       |
| 500SEC                             | 10/1992–05/1993 | M 119 E50 • 5.0l               | V8/4v • 32v  | (225) kW / (320) KM • (5600 obr./min) | (470 Nm) • (3900 obr./min)                                         | 7.2 s      | *250 km/h      |
| 500 Coupé                          | 06/1993–05/1996 | M 119 E50 • 5.0l               | V8/4v • 32v  | (225) kW / (320) KM • (5600 obr./min) | (470 Nm) • (3900 obr./min)                                         | 7.5 s      | *250 km/h      |
| CL 500                             | 06/1996–09/1998 | M 119 E50 • 5.0l               | V8/4v • 32v  | (225) kW / (320) KM • (5600 obr./min) | (470 Nm) • (3900 obr./min)                                         | 7.2 s      | *250 km/h      |
| Silniki 12-cylindrowe w układzie V |                 |                                |              |                                       |                                                                    |            |                |
| 600SEC                             | 10/1992–05/1993 | M 120 E60 • 6.0l               | V12/4v • 48v | (290) kW / (394) KM • (5200 obr./min) | (570 Nm) • (3800 obr./min)                                         | 6.6 s      | *250 km/h      |
| S 600 Coupé                        | 06/1993–05/1996 | M 120 E60 • 6.0l               | V12/4v • 48v | (290) kW / (394) KM • (5200 obr./min) | (570 Nm) • (3800 obr./min)                                         | 6.6 s      | *250 km/h      |
| CL 600                             | 06/1996–09/1998 | M 120 E60 • 6.0l               | V12/4v • 48v | (290) kW / (394) KM • (5200 obr./min) | (570 Nm) • (3800 obr./min)                                         | 6.6 s      | *250 km/h      |

## Druga generacja

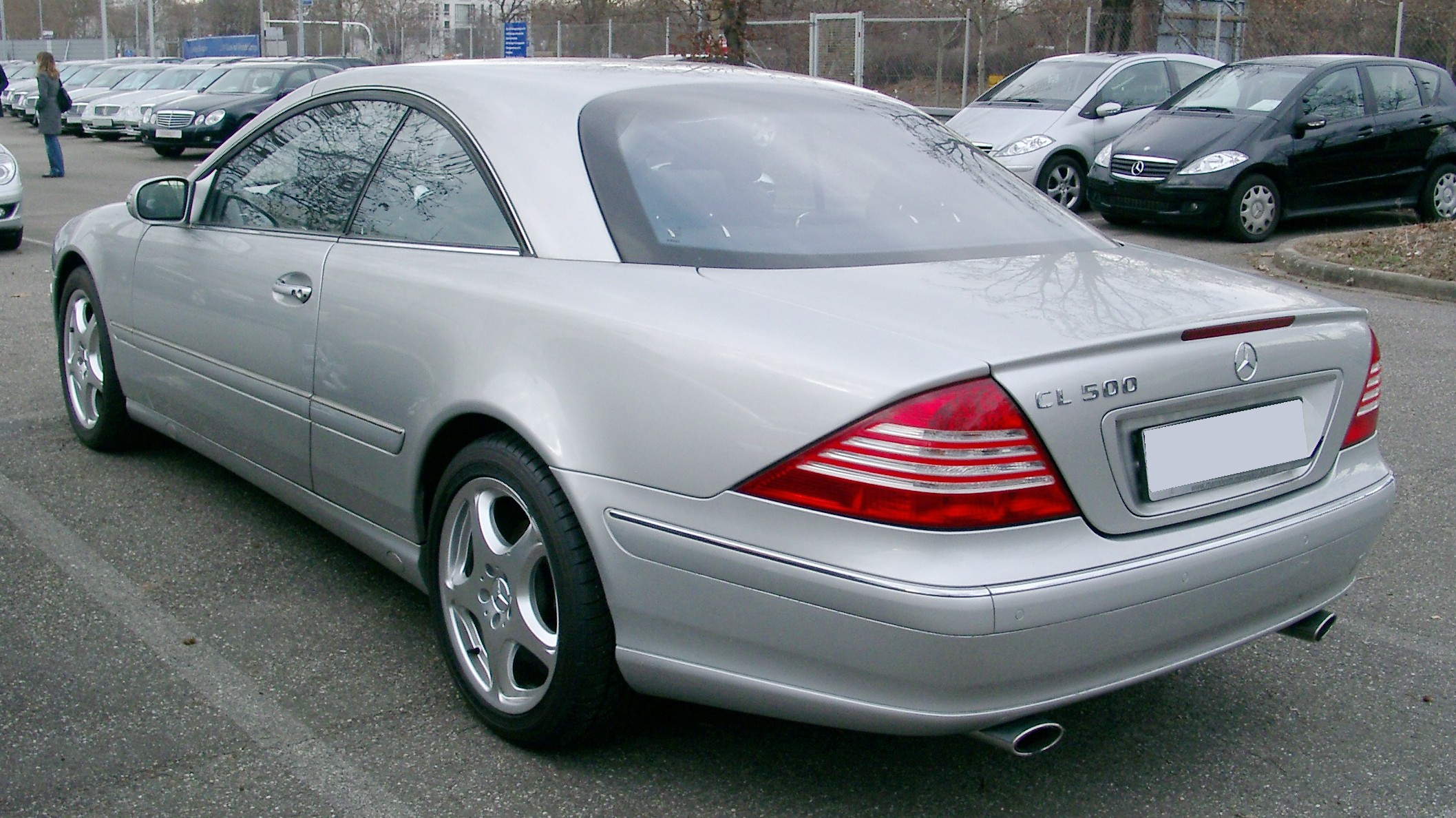
Mercedes-Benz CL II (C215) – tył

Mercedes-Benz CL II został zaprezentowany po raz pierwszy w kwietniu 1998 roku.
Drugie wcielenie CL-a, które otrzymało kod fabryczny C215 podobnie jak poprzednik zostało opracowane na bazie pokrewnego Mercedesa klasy S. Samochód uzyskał tym razem jeszcze bardziej indywidualny charakter. Z przodu pojawiły się charakterystyczne podwójne reflektory, zupełnie inaczej ukształtowano przetłoczenia na nadwoziu, a tylne lampy – tutaj akurat nawiązujące do Klasy S – zyskały trójkątny kształt.
Do napędu używano silników V8 oraz V12. Moc przenoszona była na oś tylną poprzez 5- lub 7-biegową automatyczną skrzynię biegów. 

### Dane techniczne
| Wersja              | Silnik                               | Układ zasilania   | Średnica × skok tłoka | St. sprężania     | Moc maksymalna                          | Maks. moment obrotowy           | 0-100 km/h        | V-max             |
| Silniki benzynowe   | Silniki benzynowe                    | Silniki benzynowe | Silniki benzynowe     | Silniki benzynowe | Silniki benzynowe                       | Silniki benzynowe               | Silniki benzynowe | Silniki benzynowe |
| ------------------- | ------------------------------------ | ----------------- | --------------------- | ----------------- | --------------------------------------- | ------------------------------- | ----------------- | ----------------- |
| CL500               | V8 5,0 l (4966 cm³), SOHC            | wtrysk            | 97,00 mm × 84,00 mm   | 10,0:1            | 306 KM (225 kW) przy 5600 obr./min      | 460 N•m przy 2700-4250 obr./min | 6,5 s             | 250 km/h          |
| CL600 (2003)        | V12 5,5 l ,SOHC, bi-turbo            | wtrysk            |                       |                   | 500 KM (368 kW) przy 5000 obr./min      | 800 N•m przy 1800-3500 obr./min | 4,8 s             | 250 km/h          |
| CL600               | V12 5,8 l (5786 cm³), SOHC           | wtrysk            | 84,00 mm × 87,00 mm   | 10,0:1            | 372 KM (274 kW) przy 5500 obr./min      | 530 Nm przy 5300 obr./min       | 6,3 s             | 250 km/h          |
| CL55 AMG            | V8 5,4 l (5439 cm³), SOHC, SC        | wtrysk            | 97,00 mm × 92,00 mm   | 11,5:1            | 361 KM (266 kW) przy 5500 obr./min      | 530 Nm przy 3150-4500 obr./min  | 6,0 s             | 250 km/h          |
| CL55 AMG kompressor | V8 5,5 (5439 cm)                     | wtrysk            |                       |                   | 500 KM (368 kW)                         | 710 Nm                          | 4,8 s             | 250 km/h          |
| CL63 AMG            | V12 6,3 l (6258 cm³), SOHC           | wtrysk            | 84,50 mm × 93,00 mm   | 10,0:1            | 444 KM (327 kW) przy 5500 obr./min      | 620 Nm przy 4400 obr./min       | 5,5 s             | 250 km/h          |
| CL65 AMG            | V12 6,0 l (5980 cm³), SOHC, bi-turbo | wtrysk            | 82,60 mm × 93,00 mm   | 9,0:1             | 612 KM (450 kW) przy 4800-5100 obr./min | 1000 Nm przy 2000-4000 obr./min | 4,4 s             | 250 km/h          |

## Trzecia generacja

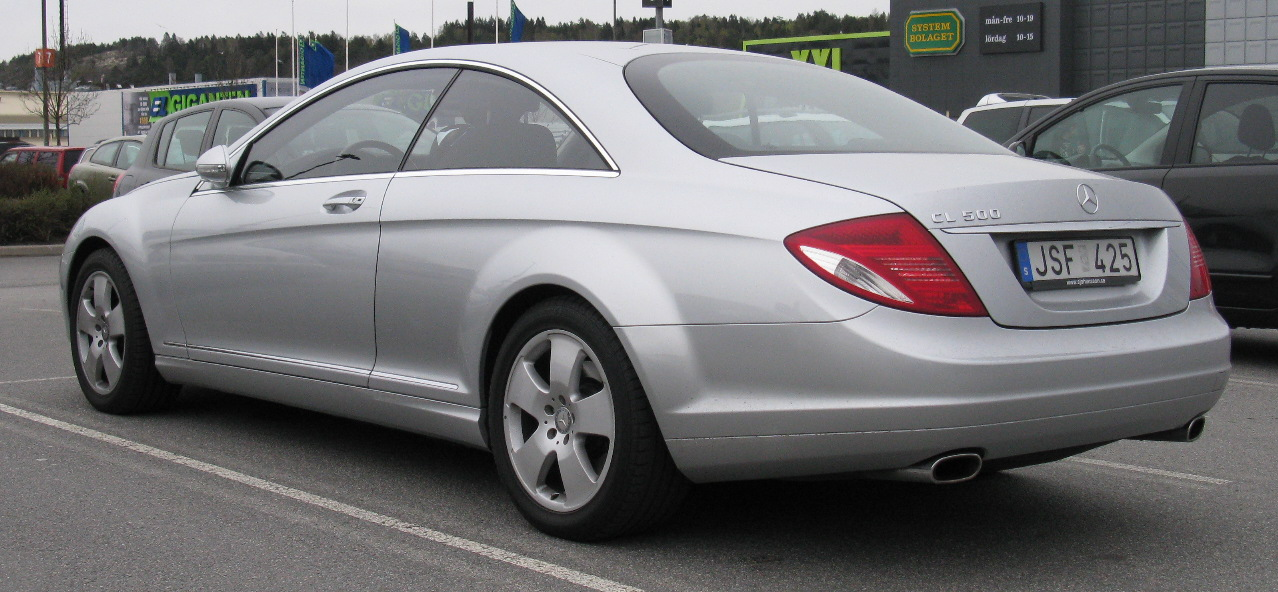
Mercedes-Benz CL III (C216) – tył

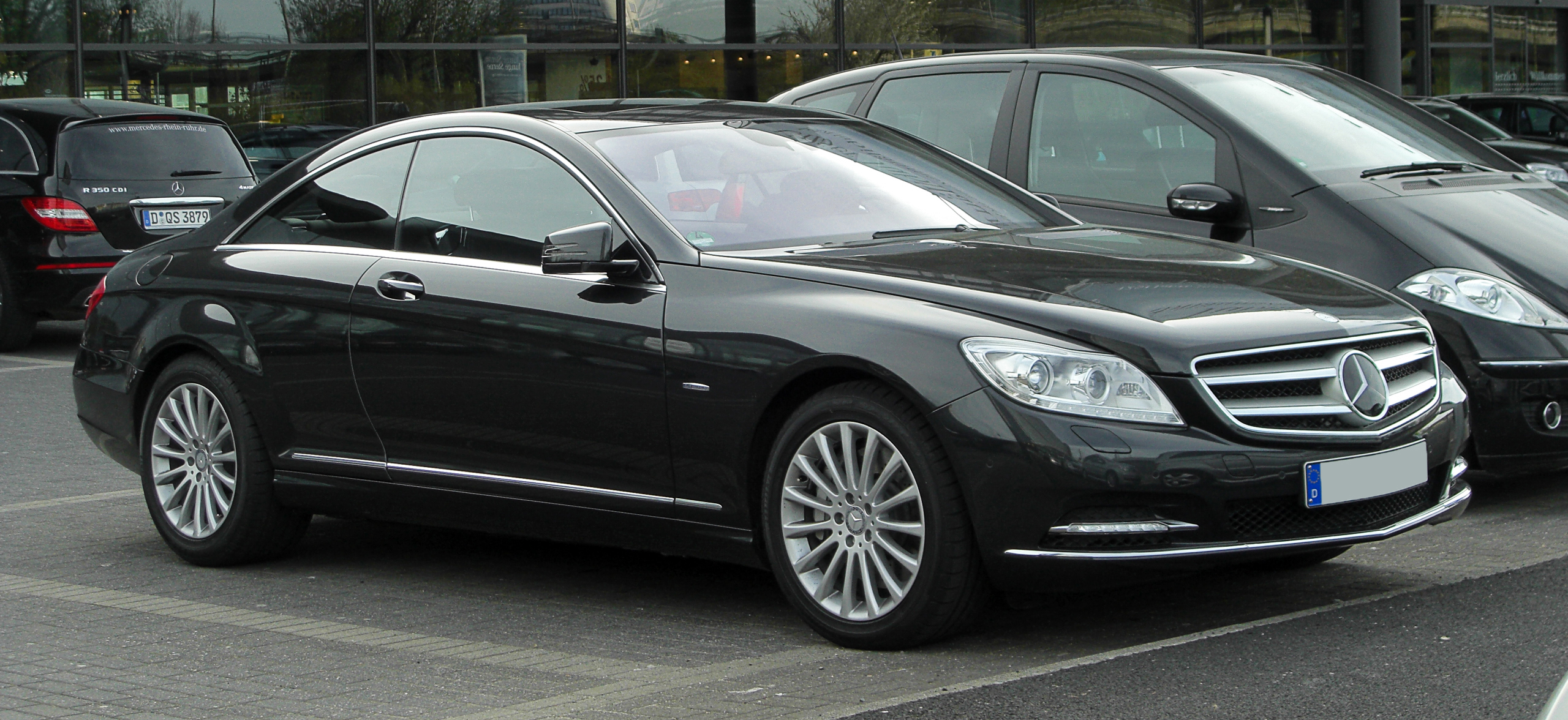
Mercedes-Benz CL III (C216) po liftingu

Mercedes-Benz CL III został zaprezentowany po raz pierwszy we wrześniu 2006 roku.
Trzecie i zarazem ostatnie wcielenie CL-a oznaczone kodem fabrycznym C216 miało światowy debiut jesienią 2006 roku na Paris Motor Show. Samochód zyskał znacznie nowocześniejszą technikę i równie indywidualny charakter względem pokrewnej Klasy S, co poprzednik. Charakterystycznym elementem pozostała duża powierzchnia szyb i masywne, tylne lampy.
Ponadto, zaktualizowano listę wyposażenia i wprowadzono nowe rodzaje materiałów wykończeniowych. Do napędu użyto silników V8 oraz V12. Moc przenoszona jest na oś tylną poprzez 5- lub 7-biegową automatyczną skrzynię biegów.
W 2010 roku zaprezentowano model CL III po modernizacji. W jej ramach zmieniono kształt reflektorów, przemodelowano atrapę chłodnicy i zderzaki, a także zmieniono wypełnienie tylnych lamp.
Samochód zniknął z rynku w 2014 roku, a jego następca otrzymał nową nazwę - ponownie, jako Klasa S Coupe.

### Dane techniczne
| Wersja               | Silnik:                                    | Układ zasilania:   | Średnica × skok tłoka: | St. sprężania:     | Moc maksymalna:                        | Maks. moment obrotowy          | 0-100 km/h:        | V-max:             |
| Silniki benzynowe:   | Silniki benzynowe:                         | Silniki benzynowe: | Silniki benzynowe:     | Silniki benzynowe: | Silniki benzynowe:                     | Silniki benzynowe:             | Silniki benzynowe: | Silniki benzynowe: |
| -------------------- | ------------------------------------------ | ------------------ | ---------------------- | ------------------ | -------------------------------------- | ------------------------------ | ------------------ | ------------------ |
| CL500                | M273 V8 5,5 l (5461 cm³), SOHC             | wtrysk             | 98,00 mm × 90,50 mm    | 10,7:1             | 388 KM (286 kW) przy 6000 obr/min      | 530 N•m przy 2800–4800 obr/min | 5,4 s              | 250 km/h           |
| CL500 BlueEFFICIENCY | M278 l V8 4,7 l (4663 cm³), SOHC, bi-turbo | wtrysk             | 98,00 mm × 90,50 mm    | b/d                | 435 KM (320 kW) przy 5250 obr/min      | 700 Nm przy 1800–3500 obr/min  | 4,9 s              | 250 km/h           |
| CL600                | M285 V12 5,5 l (5513 cm³), SOHC, turbo     | wtrysk             | 82,00 mm × 87,00 mm    | 9,0:1              | 517 KM (380 kW) przy 5000 obr/min      | 830 Nm przy 1900–3500 obr/min  | 4,6 s              | 250 km/h           |
| CL63 AMG             | M156 V8 6,2 l (6208 cm³), SOHC             | wtrysk             | 98,00 mm × 90,50 mm    | b/d                | 525 KM (386 kW) przy 6800 obr/min      | 630 Nm przy 5200 obr/min       | 4,6 s              | 250 km/h           |
| CL63 AMG             | M157 V8 5,5 l (5461 cm³), DOHC, bi-turbo   | wtrysk             | 98,00 mm × 90,50 mm    | 10,0:1             | 544 KM (400 kW) przy 5500 obr/min      | 800 Nm przy 2000–4500 obr/min  | 4,5 s              | 250 km/h           |
| CL65 AMG             | M275 V12 6,0 l (5980 cm³), SOHC, bi-turbo  | wtrysk             | 82,60 mm × 93,00 mm    | 9,0:1              | 612 KM (450 kW) przy 4800–5100 obr/min | 1000 Nm przy 2000–4000 obr/min | 4,4 s              | 250 km/h           |